# Rów Nowej Brytanii
Rów Nowej Brytanii (Rów Nowobrytański) – rów oceaniczny położony na Pacyfiku, w północno-zachodniej części Morza Salomona. Ciągnie się wzdłuż południowych wybrzeży Nowej Brytanii, na długości około 500 km i szerokości 40 km. Osiąga głębokości do 8940 metrów. Na wschodzie przechodzi w rów Bougainville’a, w wyniku czego obydwa rowy często łączy się w jeden duży rów oceaniczny, nazywany w całości bądź rowem Nowej Brytanii lub Bougainville’a.